# Тамбовцев, Виталий Леонидович
Вита́лий Леони́дович Тамбо́вцев (р. 1947) — советский и российский экономист, главный научный сотрудник лаборатории институционального анализа экономического факультета МГУ.

## Биография
Родился 1 января 1947 года. В 1970 году окончил экономический факультет МГУ имени Ломоносова, получив специальность «экономист-математик». С 1972 года работает на факультете. В 1974 году защитил в МГУ кандидатскую диссертацию по экономике (специальность 08.00.13 «Математические и инструментальные методы экономики»). Степень доктора экономических наук присвоена в 1986 году (специальность 08.00.05 «Экономика и управление народным хозяйством», МГУ), звание профессора — в 1993 году. С 1989 по 2014 год был заведующим лабораторией институционального анализа, с 2014 года — главный научный сотрудник этой же лаборатории.

## Награды и премии
- премия Ленинского комсомола (1979) — за цикл исследований по программно-целевому методу в планировании экономического, научно-технического и социального развития (вопросы теории, методологии и практического использования)
- Премия РАН имени В. С. Немчинова (2017) — за цикл работ «Теоретические и эмпирические исследования институциональных изменений»[3].

## Профессиональные интересы

### Исследования
Новая институциональная экономическая теория, переходная экономика, стратегическое планирование, экономический анализ нормативных актов.

### Преподавание
Специалитет:
- Экономическая кибернетика (1978—2002)

Бакалавриат:
- Институциональная экономика

Магистратура:
- Институциональная экономика (с 1999)
- с/к «Введение в экономическую теорию контрактов» (с 1999)
- с/к «Государственное регулирование и экономическая политика: институциональные изменения в переходной экономике» (с 1999)
- с/к «Основы институционального проектирования» (с 1999)
- с/к «Право и экономическая теория» (с 2001)
- с/к «Теории институциональных изменений» (с 2002)

### Научные работы
(основные)

#### Монографии
- Формальное и неформальное в управлении экономикой. — М.: Наука, 1990.
- Пятый рынок: экономические проблемы производства информации. — М.: МГУ, 1993.
- Государство и переходная экономика: пределы управляемости. — М.: ТЕИС, 1997.
- Контрактная модель стратегии фирмы. — М.: ТЕИС, 2000.

#### Статьи
- Институциональные изменения в российской экономике // Общественные науки и современность. — 1999. — № 4. — С. 44—53.
- Институциональный рынок как механизм институциональных изменений // Общественные науки и современность. — 2001. — № 5. — С. 25—38.
- Конечные результаты отрасли образования проблемы их измерения // Вопросы образования. — 2006. — № 1. — С. 5—24.
- Новая институциональная экономическая теория и менеджмент // Российский журнал менеджмента. — 2006. — Т. 4, № 1. — С. 123—130.
- О кризисе в экономической науке // Экономический вестник Ростовского государственного университета. — 2003. — Т. 1, № 3. — С. 24—27.
- О разнообразии форм описания институтов // Общественные науки и современность. — 2004. — № 2. — С. 107—118.
- Предметное поле новой институциональной экономической теории // Экономический вестник Ростовского государственного университета. — 2007. — Т. 5, № 3. С. 9—17.
- Роль рынка для институтов в институциональной эволюции // Экономический вестник Ростовского государственного университета. — 2005. — Т. 3, № 4. — С. 28—36.
- Стандарты государственных услуг: Экономическая теория и российские реформы // Общественные науки и современность. — 2006. — № 4. — С. 5—20.
- Улучшение защиты прав собственности — неиспользуемый резерв экономического роста России? // Вопросы экономики. — 2006. — № 1. — С. 22—38.

### Учебно-методические издания
- Введение в экономическую теорию контрактов: Учебное пособие. — М.: Инфра-М, 2004. — 144 с. — ISBN 5-16-001804-2.
- Право и экономическая теория: Учебное пособие для вузов. — М.: Инфра-М, 2005. — 224 с. — ISBN 5-16-001946-4.
- Основы институционального проектирования: Учебное пособие. — М.: Инфра-М, 2007. — 144 с. — ISBN 978-5-16-002044-0.
- Теории государственного регулирования экономики: Учебное пособие. — М.: Инфра-М, 2009. — 160 с. — ISBN 978-5-16-002045-7.
- Теории институциональных изменений: Учебное пособие. — М.: Инфра-М, 2009. — 160 с. — ISBN 978-5-16-002042-6.

## Общественная деятельность
- Участник группы экономистов «Сигма».
- Член Совета Международной Ассоциации исследователей экономики общественного сектора (ASPE).
- Эксперт Российского фонда фундаментальных исследований (с 1996).
- Член редколлегии журнала «Российский журнал менеджмента» (с 2003).
- Заместитель Председателя Научно-методического совета при Правительственной комиссии по повышению результативности бюджетных расходов (с 2006).
- Научный руководитель Института национального проекта «Общественный договор» (с 2006).
- Координатор экспертной группы по экономике Программы «Высшее образование» Института «Открытое общество» (1998—2003).
- Заместитель Председателя экономической секции экспертного комитета Национального фонда подготовки кадров (1998—2004).
- Руководитель экспертной группы Российского гуманитарного научного фонда (1999—2005).
- Руководитель секции по экономическому образованию Федерального экспертного совета Министерства образования РФ (2001—2005).
- Член Совета Никитского клуба учёных и предпринимателей.